# しげの秀一
しげの 秀一（しげの しゅういち、本名：重野 秀一、1958年〈昭和33年〉3月8日 - ）は、日本の漫画家・同人作家。新潟県東頸城郡松之山村（現：十日町市）出身。新潟県立十日町高等学校卒業。血液型はA型。星座はうお座。
代表作に『バリバリ伝説』、『頭文字D』などがある。

## 経歴
中高時代より同人活動を行っており、その作品を見た漫画家よりひおあきらを紹介されアシスタントとなる（時期としては『さらば宇宙戦艦ヤマト 愛の戦士たち』執筆時）。『増刊少年サンデー』に投稿しデビュー。数作描いたところで1981年（昭和56年）、『増刊少年マガジン』（講談社）に掲載の『おれたち絶好調』で再デビュー。アシスタント歴では石渡治、小林まことなど。
1985年（昭和60年）、第9回講談社漫画賞少年部門受賞（『バリバリ伝説』）。
2022年、画業40周年を記念し原画展が東京にて開催、2023年には広島・新潟・宮城にて開催された。

## エピソード
- 小学生時代、同級生に頼まれてサンダーバードの絵を描いていた。サンダーバードで登場する1番好きなメカはサンダーバード2号と答えている。
- 高校時代は校則の関係上、下駄を履いて登校していた。
- 1979年（昭和54年）7月、（社）御殿場青年会議所（御殿場JC）が周辺道路の渋滞、富士グランチャンピオンレース観戦の暴走族が周辺で集会や暴走行為を繰り返す環境の悪化による青少年への影響、省エネ時代にそぐわないことを理由に富士スピードウェイの廃止、転用を静岡県に陳情した。これにより、サーキットを廃止しゴルフ場などのレジャーランドへの転用が発表される事態となった。モータースポーツ業界は「日本モータースポーツ振興会」を立ち上げ、廃止に反対の立場を表明したため動きがなくなるが、1984年（昭和59年）再び廃止転用の動きが表面化し、1985年（昭和60年）スピードウェイの親会社である三菱地所がサーキットの廃止について言及する。レース業界はさらに「FISCO廃止問題連絡協議会」を立ち上げ、大御神レース村ガレージや富士GC選手会も参加し、一般レースファンへのPR活動などを活発に行い、レース関係者が激しく反対運動を展開した。しげの秀一は『バリバリ伝説』（『週刊少年マガジン』）のタイトル頁で、主人公・巨摩郡が「FISCOなくなったら困るぜ!みんなで反対しよう!」と呼びかける形で反対運動に賛同した。1986年（昭和61年）1月、地権者である富士スピードウェイ協力委員会が反対の意を示し、連絡協議会主催により東京でシンポジウムが開催され、神田から丸の内の三菱地所まで東京都内をデモ行進した。同年6月、小山町長に三菱地所から廃止問題についての地権者との調停依頼があり、同年7月30日、廃止問題は白紙とする旨の小山町長の裁定が下され、存続が決定し廃止騒動は収束した[4]。
- 好きな女性のタイプは「汚れている女の子」
- ハイブリッドカーに関しては好意的だが、自動運転に関しては「最悪、車がつまらなくなる」と否定的である。電気自動車に至っては作中で「ゴミ」と言い切っている。

### バリバリ伝説（ネタバレ含む）
- 本編途中で聖秀吉を死なせた理由は、「存在がでかくなりすぎて主人公を喰う可能性があったから」と、『頭文字D拓海伝説』（1998年（平成10年）発売）の中のインタビューで語っている。
- 単行本で入った初の印税で購入したトヨタ・AE86で、峠を走ってガードレールに突っ込む事故を起こしたことがある。その経験が後の『頭文字D』の執筆に役立っているとのこと。

### 頭文字D
- 舞台を群馬県にした理由は、地元と東京以外で馴染みのある場所だったから。また、自分の愛車・AE86で榛名の下りをタイムアタックしたこともある。
- 上記のAE86やFD3S型RX-7など、『頭文字D』に登場するクルマを多数所有してきたが、所有してきた車で一番良かったのがスバルのインプレッサWRX（クーペ・GC8V型）と答えている。ただし中には頭文字Dに登場しているにもかかわらずしげのが1度も所有したことも無い車もあり、終盤に登場した走り屋・北条豪が搭乗している車であるホンダ・NSX（NA1型）は所有したことは無いと答えている。
- 愛車でもあるトレノのほうを主役としていたが、実はトレノよりレビンのほうが好きと答えている。理由は「トレノの方はヘッドライトを点灯していない時の顔は男前ではない」「レビンのほうが固定式のヘッドライトなのでトレノより軽くて速い」から。
- 外車に乗る走り屋は1度も登場していないが、それはしげの自身が連載開始から「外車を出さないというルール」を付けていたからである。そのルールを付けた理由は「日本製の車で日本の峠を走ってて、若い人が乗ってて、手が届くものにしたかったから」。
- テレビアニメ化された際には「3DCG合成の走行シーンが特に気に入っている」と評価した。
- キャラクターで好きなキャラは池谷浩一郎、理由は「描けば描くほど自分の視点になっていった」から。印象に残っているシーンは拓海が京一戦前にベンツの中年と援助交際するなつきを目撃した所（2nd Stage 第4話「燃えない勝利」）と、箱根ターンパイクで行われた涼介対死神の対決（5th Stage 第9話「死神」・第10話「終止符」）。

## 作品リスト
※ 発行は注記のない限り全て講談社。
- バリバリ伝説（1983年 - 1991年、『週刊少年マガジン』、全38巻）
- しげの秀一短編集 リリカル・ナイトストーリー（1984年刊、『週刊少年マガジン』、単巻）
- しげの秀一短編集 めもりい・すのー（1991年刊、『週刊少年マガジン』、単巻）
- トンネルぬけたらスカイ☆ブルー（1992年、『週刊ヤングマガジン』、既刊1巻・以下未刊）
- 将（1992年、『週刊少年マガジン』、全3巻）
- DO-P-KAN（1992年 - 1995年、『週刊ヤングマガジン』、全10巻）
- 頭文字D（1995年 - 2013年、『週刊ヤングマガジン』、全48巻）
  - 頭文字D番外編 ウエストゲート（2001年、『ヤングマガジンGT増刊』、単行本第30巻収録）
  - 頭文字D番外編 ウエストゲート2（2001年、『ヤングマガジンGT増刊』、単行本第33巻収録）
- ショアブレイク（読み切り作品、2000年、『ヤングマガジンアッパーズ』）
- 高嶺の花（2014年、『週刊ヤングマガジン』、全2巻）
- セーラーエース（2015年 - 2017年、『週刊ヤングマガジン』、全6巻）
- MFゴースト（2017年 - 2025年、『週刊ヤングマガジン』、全23巻）
- 昴と彗星（2025年 - 、『週刊ヤングマガジン』）

## 師匠
- ひおあきら
- ゆうきまさみ[5]

## アシスタント
- 小林たけし
- 森川ジョージ
- 雅亜公